# Леді та Блудько (фільм)
Леді та Блудько (англ. Lady and the Tramp) —  американський романтичний дитячий фільм режисера Чарлі Біна. Стрічка є кіноадаптацією однойменного анімаційного фільму 1955 року. Прем'єра стрічки відбулася на 12 листопада 2019 року на інтернетканалі Disney+.

## Сюжет
Стрічка розповість історію зустрічі представниці вищого світу кокер-спанієля Леді і дворняги на прізвисько Блудько. У картину увійде відома романтична сцена вечері зі спагеті в ресторані.

## У ролях
| Актор                | Роль                |
| -------------------- | ------------------- |
| Томас Манн           | Едвард Байрон       |
| Кірсі Клемонс        | Дарлінг             |
| Іветт Ніколь Браун   | тітка Сара          |
| Адріан Мартінес      | Елліот (собаківник) |
| Фарід Мюррей Абрагам | Тоні                |
| Кен Джонг            | доктор              |
| Артуро Кастро        | Джо                 |

### Голосовий акторський склад
| Актор         | Роль                                |
| ------------- | ----------------------------------- |
| Тесса Томпсон | Леді (американський кокер-спанієль) |
| Джастін Теру  | Блудько (дворняга)                  |
| Сем Елліотт   | Трасті (бладгаунд)                  |
| Ешлі Дженсен  | Джекі (шотландський тер'єр)         |
| Бенедикт Вонг | Буль (бульдог)                      |
| Жанель Моне   | Пег (пекінез)                       |
| Кленсі Браун  | Айзек (мастиф)                      |